# Fungibla varor
Fungibla varor, fungibla saker, fungibla ting, kallas saker som är så lika varandra att de är direkt utbytbara. Termen används framför allt som juridisk term om saker som inte har några individuella särdrag, och därför kan sättas i varandras ställe. Detta gäller i synnerhet för pengar, men även spannmål och andra handelsvaror kan täckas av begreppet. I 1734 års lag förekom det från romerske juristen Julius Paulus lånade uttrycket varor, som kan vägas, mätas eller räknas.  Begreppet har betydelse vid fråga om köp, lån, försträckning och liknande avtal. Dess motsats är speciesgods.